# 멜빌호

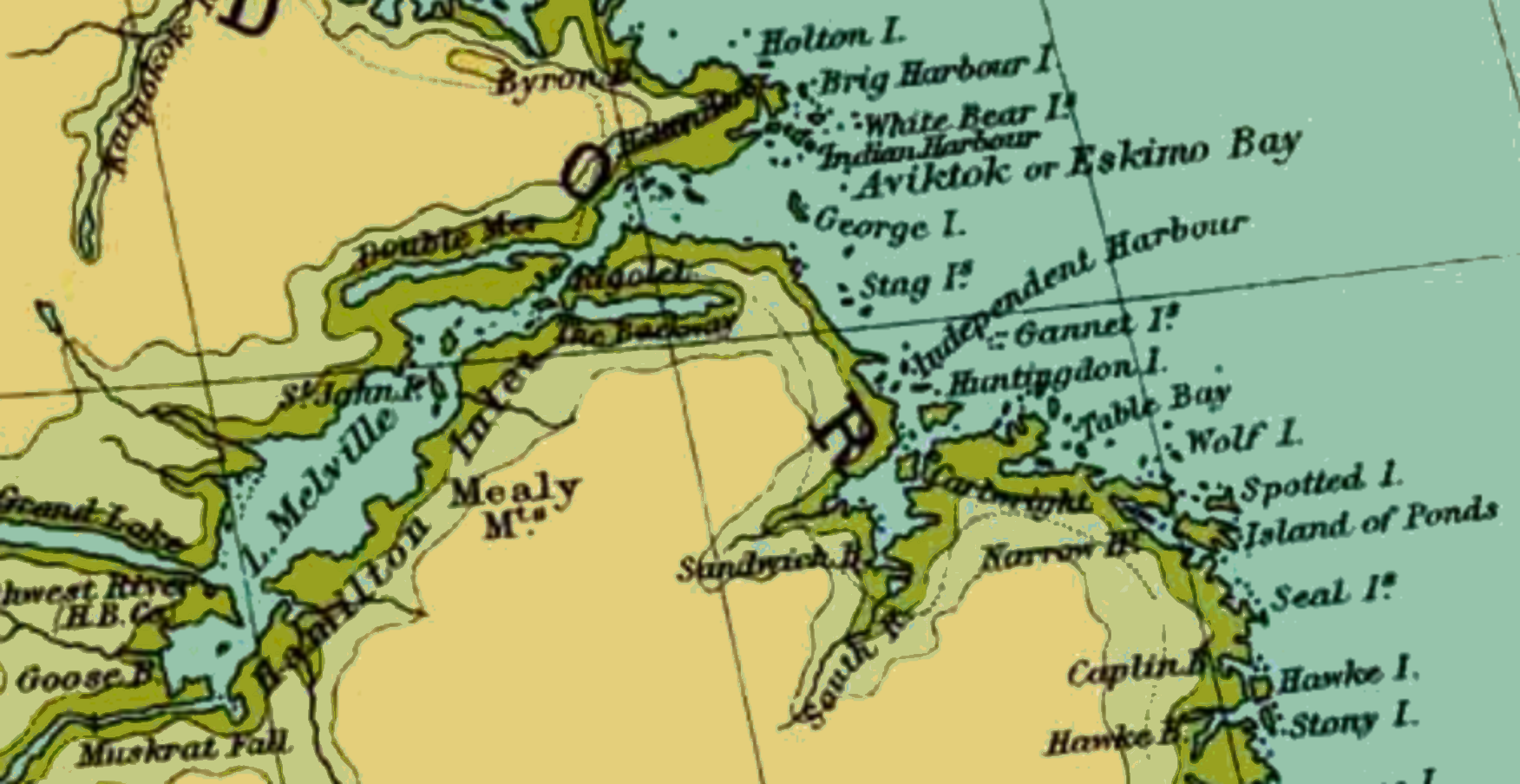
지도

멜빌호(영어: Lake Melville)는 캐나다 동부 래브라도반도의 동해안에 있는 동서로 긴 피오르드 모양의 호수이다.